# EUR-Lex
EUR-Lex je webová služba Úřadu pro publikace Evropské unie, která umožňuje přístup k právním předpisům EU a dalším dokumentům. Na webu jsou pravidelně zveřejňována vydání Úředního věstníku Evropské unie v elektronické podobě; v předpisech je možno vyhledávat podle názvu, čísla dokumentu, celexového čísla apod. K dokumentům jsou dostupná metadata a je možno je prohlížet nebo stahovat (formáty HTML, PDF, DOC, TIFF).
Webové stránky EUR-Lexu obsahují odkazy na další stránky EU a jiné služby, jako je N-Lex (přístup k národním právním řádům) a EuroVoc (tezaurus). Služba je dostupná ve 24 jazycích členských států.

## EUR-Lex pro lingvistický výzkum
Ze všech textů obsažených v EUR-Lexu byl v roce 2016 vytvořen mnohamiliardový textový paralelní korpus, který je dostupný v korpusovém manažeru Sketch Engine. Sloužit má lingvistům, lexikografům, překladatelům, tlumočníkům, učitelům a studentům jazyků.

### Přístup kEUR-Lex korpusu
Přístup ke korpusu je možné získat přes Sketch Engine (volný 30denní zkušební přístup). Celý korpus je také možné stáhnout jako vertikální text.